# شهرك وليعصر (غرمي)
شهرك وليعصر (بالفارسية: شهرک ولیعصر) هي human-geographic territorial entity تقع في أردبيل في إيران. يقدر عدد سكانها بـ 1,342 نسمة .